# João Vieira (atleta)
João Vieira (nascido em 6 de março de 1919) foi um atleta português. Ele competiu no triplo salto masculino nos Jogos Olímpicos de Verão de 1948.